# Kohei Kawata
Kohei Kawata (河田 晃兵 Kawata Kohei?, Oita, 13 de octubre de 1987) es un futbolista japonés que juega como guardameta en el Ventforet Kofu de la J2 League.

## Trayectoria

### Clubes
| Club                    | País  | Año       |
| ----------------------- | ----- | --------- |
| Gamba Osaka             | Japón | 2010-2014 |
| Avispa Fukuoka (cedido) | Japón | 2012      |
| Ventforet Kofu (cedido) | Japón | 2013      |
| Ventforet Kofu          | Japón | 2015-     |

## Estadística de carrera

### J. League
| Club           | Año   | J. League | J. League | Copa J. League | Copa J. League | Total | Total |
| Club           | Año   | Part.     | Goles     | Part.          | Goles          | Part. | Goles |
| -------------- | ----- | --------- | --------- | -------------- | -------------- | ----- | ----- |
| Gamba Osaka    | 2010  | 0         | 0         | 0              | 0              | 0     | 0     |
| Gamba Osaka    | 2011  | 0         | 0         | 0              | 0              | 0     | 0     |
| Avispa Fukuoka | 2012  | 10        | 0         | -              | -              | 10    | 0     |
| Ventforet Kofu | 2013  | 17        | 0         | 4              | 0              | 21    | 0     |
| Gamba Osaka    | 2014  | 0         | 0         | 1              | 0              | 1     | 0     |
| Ventforet Kofu | 2015  | 23        | 0         | 1              | 0              | 24    | 0     |
| Ventforet Kofu | 2016  | 33        | 0         | 0              | 0              | 33    | 0     |
| Ventforet Kofu | 2017  | 11        | 0         | 1              | 0              | 12    | 0     |
| Total          | Total | 94        | 0         | 7              | 0              | 101   | 0     |

## Palmarés

### Títulos nacionales
| Título               | Club           | País  | Año  |
| -------------------- | -------------- | ----- | ---- |
| Copa J. League       | Gamba Osaka    | Japón | 2014 |
| J. League Division 1 | Gamba Osaka    | Japón | 2014 |
| Copa del Emperador   | Gamba Osaka    | Japón | 2014 |
| Copa del Emperador   | Ventforet Kofu | Japón | 2022 |